# Thomas Keenan
Thomas „Tommy” Keenan (ur. 19 maja 1923 w Glasgow, zm. 7 kwietnia 1981 w Hornchurch w Wielkim Londynie) – irlandzki koszykarz, uczestnik Letnich Igrzysk Olimpijskich 1948.
Był uczestnikiem igrzysk w Londynie. W całym turnieju zdobył tylko dwa punkty, jednak zanotował aż 13 fauli. Razem z kolegami z reprezentacji zajął 23. miejsce, jednak jego drużyna przegrała wszystkie mecze turnieju.